# Primera Guerra Anglomaratha
La Primera Guerra Anglo-Maratha del 1775 al 1782 va ser la primera de les tres guerres que es van lliurar entre la Companyia Britànica de les Índies Orientals i l'Imperi Maratha a l'Índia. La guerra va començar amb el tractat de Surat i va acabar amb el tractat de Salbai.

## Antecedents
Després de la mort el 1772 del peshwa Madhavrao, el seu germà Narayanrao Bajirao es va convertir en peshwa de l'Imperi Maratha, però el seu oncle Raghunathrao va assassinar al seu nebot i es va convertir en peshwa, tot i no ser l'hereu legal doncs Gangabai, la vídua de Narayanrao va donar a llum al seu fill pòstum Sawai Madhavarao II Narayan, que era l'hereu legal al tron i dotze caps dels maratha, encapçalats per Nana Phadnis van pretendre que el nen fos el nou Peshwa regentar l'estat.
Raghunathrao, que no va voler renunciar al poder, va buscar l'ajuda dels britànics a Bombai, que van signar el 6 de març de 1775 el tractat de Surat pel que va cedir Salsette i Bassein als britànics, juntament amb part dels ingressos procedents de Surat i el districte de Bharuch a canvi de proporcionar 2.500 soldats, que foren enviats al comandament del coronel Thomas Keating, però foren obstaculitzats per una torba desorganitzada de Mahratta que van lluitar contra Keating a la batalla d'Aras.
El govern britànic de Calcuta va anul·lar el tractat de Surat i l'1 de març de 1776 va signar el tractat de Purandhar amb la regència, i Raghunathrao va abandonar la seva causa, però els ingressos dels districtes Salsette i Bharuch foren retinguts pels britànics. El govern de Bombai va rebutjar aquest nou tractat i va donar refugi a Raghunathrao.
El 1777 Nana Phadnis va violar el tractat de Purandhar mitjançant la concessió dels francesos un port a la costa oest i els britànics van respondre mitjançant l'enviament d'una força cap a Poona, a més, les autoritats de Londres van fer costat a Bombai, que en 1778-79 va tornar a donar suport Raghunathrao, que també buscava el suport de José Pedro da Câmara, el governador portuguès de Goa, que no va aconseguir.

## Batalla de Wadgaon
La força de Companyia Britànica de les Índies Orientals es componia de 3.900 homes, dels quals al voltant de 600 eren europeus, la resta d'Àsia, acompanyada per molts milers de funcionaris i treballadors especialitzats, als que es van unir en el camí per les forces de Raghunathrao, que va aportar milers de soldats més, i més artilleria.
L'exèrcit de l'Imperi Maratha incloïa les forces de tots els socis de la confederació, desenes de milers en total, comandades per Holkar Tukojirao i Madhav Rao I Scindia. Madhav Rao va alentir la marxa britànica i va enviar forces a l'oest per tallar les línies de subministrament i cremant terres de cultiu i enverinant els pous. Quan es van assabentar d'això, els britànics es van aturar a Talegaon, a poques hores a pas lleuger de Poona, però a dies de distància per als milers de funcionaris de suport amb els seus carretes tirades per bous i la cavalleria maratha assetjava per tots costats.
Els britànics van començar a retirar-se de Talegaon enmig de la nit, però els maratha van atacar obligant-los a arrecerar-se al poble de Wadgaon on va ser encerclats el 12 de gener de 1779. L'endemà al vespre els britànics van discutir els termes de la rendició, i el 16 de gener van signar el tractat de Wadgaon que va obligar el govern a renunciar a Bombai tots els territoris adquirits per l'oficina de Bombai de la Companyia Britànica de les Índies Orientals des de 1773.

## La resposta britànica
Warren Hastings, el governador general britànic a Bengala va rebutjar el tractat de Wadgaon sobre la base que els funcionaris de Bombai no tenien poder legal per signar-lo, i va ordenar al coronel Goddard garantir els interessos britànics, però els reforços des del nord de l'Índia, al comandament de Goddard, van arribar massa tard per salvar la força de Bombai.
Els 6.000 homes de Goddard van capturar Ahmedabad, el febrer de 1779, un destacament comandat pel capità Popham va capturar Gwalior l'agost del 1780 i Goddard va prendre Bassein el desembre de 1780, i Hastings va enviar el febrer de 1781 una força comandada pel major Camac per atacar Madhav Rao I Scindia, que fou vençut a la ciutat de Sipri, ique a partir de llavors va veure tallats els subministraments, fins que a finals de març van fer una desesperada incursió nocturna en la que foren capturades armes de foc i elefants, i a partir de llavors, l'amenaça de les forces Shinde als britànics va ser molt menor.

## Tractat de Salbai
Després de la derrota, Madhav Rao I Scindia va proposar un nou tractat amb els britànics que reconegués Sawai Madhavarao II Narayan com el Peshwa i concedir una pensió a Raghunathrao. El tractat de Salbai, es va signar el 17 de maig de 1782, i va ser ratificada per Warren Hastings el juny de 1782 i per Nana Phadnis el febrer de 1783. El tractat també va tornar a Shinde tots els seus territoris a l'oest del riu Jumna. També garanteix la pau entre les dues parts durant vint anys i posant fi a la guerra.